# بيبي (فلم)
بيبي (بالإنجليزية: Babe) هو فيلم كوميدي تم إنتاجه في أستراليا والولايات المتحدة وصدر في سنة 1995.

## بطولة
- جيمس كرومويل

## الميزانية والإيرادات
بلغت تكلفة إنتاج الفيلم حوالي 30 مليون دولار بينما حقق أرباحا تقدر بـ 254,134,910 دولار.

### ترشيحات وجوائز
| السنة | الحدث  | الفئة     | النتيجة |
| ----- | ------ | --------- | ------- |
|       | أوسكار | أفضل فيلم | ترشـيـح |

## وصلات خارجية
- مقالات تستعمل روابط فنية بلا صلة مع ويكي بيانات